# 堀越真己
堀越 真己（ほりこし まみ、1960年6月9日 - ）は、日本の女性声優。福島県二本松市出身。青二プロダクション所属。

## 略歴
福島県立磐城女子高等学校（現：福島県立磐城桜が丘高等学校）、明治大学文学部文学科演劇専攻卒業。大学在学中の1981年から『小川宏ショー』（フジテレビ）のレポーターを務める。
オフィスノーメル、石田事務所、ぷろだくしょんバオバブ、大沢事務所を経て、2016年3月1日より青二プロダクション所属。

## 人物
趣味は映画・舞台鑑賞。特技はクラシックバレエ。方言は福島弁（浜通り、中通り、会津地方）。

## 出演
太字はメインキャラクター。

### テレビアニメ
1985年
- おねがい!サミアどん

1986年
- 青春アニメ全集（子供達、女、団地夫人、由紀）

1987年
- エスパー魔美（1987年 - 1999年、主婦A、細田の妻、母親）

1988年
- ウルトラB（子供B）
- 美味しんぼ（女将、仲居A、柔道部員A）
- シティーハンター2（婦警）
- トッポ・ジージョ（カートのかみさん、ミス・ユベルト、カルロのママ） - 2シリーズ
- ミスター味っ子（インタビュア）

1989年
- それいけ!アンパンマン（1989年 - 2024年、もちおばさん、いとまきおばさん〈3代目〉、かきくけこちゃん〈2代目〉、かぜまる、マジョママ、チーズフォンデュさん〈3代目〉）
- ミラクルジャイアンツ童夢くん（田中先生）

1990年
- オバタリアン（店員A）
- ピグマリオ（幻の谷の女性）

1991年
- おにいさまへ（三年生A）
- おちゃめなふたご クレア学院物語（ヒルマン夫人）
- YAWARA!（鴻之池）

1992年
- クレヨンしんちゃん（1992年 - 2022年、お里、担任、王女、おばあさんA）
- サラダ十勇士トマトマン（ホレタス）
- 少年アシベ2（1992年 - 1993年、アシベのかあちゃん）

1993年
- コボちゃん
- しましまとらのしまじろう（1993年 - 2022年、とりっぴいのママ） - 3シリーズ

1994年
- 魔法陣グルグル（フルサ妃）

1995年
- 飛べ!イサミ（1995年 - 1996年、芹沢ルリ子、島田ミホ、月影園枝、ラブリン）

1996年
- 赤ちゃんと僕（1996年 - 1997年、藤井の母、木村ママ、藤井の母、TVのお姉さん、女生徒、しな子のママ）

1997年
- キューティーハニーF（ゴーゴンクロー、サンセットクロー）

1998年
- Weiß kreuz（マンクス、百恵さん）
- 金田一少年の事件簿（1998年 - 2014年、井上正子、おばちゃん、霜村志保） - 2シリーズ
- たこやきマントマン（ユキオのママ、乳母、ユーコ、おばあさん）

1999年
- カウボーイビバップ（クララ）
- 週刊ストーリーランド「あきすと少年」（母）
- 天使になるもんっ!（夏海の母）
- 名探偵コナン（1999年 - 2013年、武田陽子、保田頼子、伊坂、庵野光子、名波 他）

2000年
- 妖しのセレス（天女）
- 学校の怪談（レオの母）
- 真・女神転生デビチル（2000年 - 2001年、トオルの母親、ススムの母）
- 陽だまりの樹（おなか）
- へろへろくん（2000年 - 2001年、へろへろママ）
- マイアミ☆ガンズ（おばさん）

2001年
- 仰天人間バトシーラー（ギボーヌ夫人）
- キャプテン翼（第3作）（おばさん）
- グラップラー刃牙（花山の母）
- ヒカルの碁（主婦、先生）

2002年
- あたしンち（2002年 - 2009年、店員2、TVの母、トシオの母、店員、戸山の友人B）
- 花田少年史（貴人の母）
- ヒートガイジェイ（ヨウコ・ミルシャン）

2003年
- クラッシュギアNitro（おばさん）
- 探偵学園Q（草加幸代）
- TEXHNOLYZE（真理）
- ドラえもん（テレビ朝日版第1期）
- ふぉうちゅんドッグす（グレース）

2005年
- ブラック・ジャック（2005年 - 2006年、主婦、乗客、審査員、患者の母）
- まじめにふまじめ かいけつゾロリ（町長夫人）
- MONSTER（ムィン）
- 雪の女王（エマ）

2006年
- 乙女はお姉さまに恋してる（学院長）
- 彩雲国物語（縹英姫）
- ハチミツとクローバーII（花本 母）
- 半分の月がのぼる空（里香の母）
- ブラック・ジャック21（看護師）

2007年
- BLUE DROP 〜天使達の戯曲〜（みち子の母）
- ぼくらの（宮本）
- レ・ミゼラブル 少女コゼット（おかみ）

2008年
- チーズスイートホーム（2008年 - 2009年、管理人さん） - 2シリーズ
- テイルズ オブ ジ アビス（シュザンヌ）
- 忍たま乱太郎（2008年 - 2021年、おばさん、忍者の母、庄左ヱ門の母〈2代目〉）
- 秘密 〜The Revelation〜（嶋沢サキ）
- モノクローム・ファクター（梅木好子）

2009年
- 青い文学シリーズ「人間失格」（ママ、老婆）
- こんにちは アン 〜Before Green Gables（ゴードン）
- 戦争童話 青い瞳の女の子のお話（総子）
- ヒピラくん（おかあさん）

2010年
- スティッチ! 〜ずっと最高のトモダチ〜（レポーター）
- 閃光のナイトレイド
- ドラえもん（テレビ朝日版第2期）（2010年 - 2025年、お客さん、夫人、おばさん、クラスメイトA、主婦 他）
- はなかっぱ（2010年 - 、かすみばあちゃん、佐藤先生、ヘビ、ひな鳥、風邪ひき恐竜、オバケ 他）

2011年
- 魔乳秘剣帖（奥方）

2012年
- エリアの騎士（荒木 母）
- 探偵オペラ ミルキィホームズ Alternative ONE 〜小林オペラと5枚の絵画〜（アデア夫人）

2014年
- ハピネスチャージプリキュア!（大森イネ）

2015年
- 俺物語!!（保健医）
- ルパン三世 PART IV（ナオミ）

2017年
- タイガーマスクW（マミー）
- ちびまる子ちゃん（お婆さん）
- 有頂天家族2（画伯妻）
- 将国のアルタイル（ワン夫人）

2018年
- ヴァイオレット・エヴァーガーデン（エリス）

2019年
- ゲゲゲの鬼太郎（第6作）（メグミ、ぶるぶる）

2020年
- アサティール 未来の昔ばなし（シェーハ）

2021年
- デジモンアドベンチャー:（ば〜ぷモン、カラツキヌメモン）

2024年
- ONE PIECE（オリ婆）
- ドラゴンボールDAIMA（2024年 - 2025年、大魔女マーバ）

2025年
- ギルドの受付嬢ですが、残業は嫌なのでボスをソロ討伐しようと思います（ロゼッタ・ルーベリー）
- 光が死んだ夏（ばぁば）

### 劇場アニメ
- ダークサイド・ブルース（1994年、小夜）
- クレヨンしんちゃん 嵐を呼ぶ 栄光のヤキニクロード（2003年、洋品店のおばさん[18]）
- 甲虫王者ムシキング スーパーバトルムービー 〜闇の改造甲虫〜（2007年、ポポのママ）
- はなかっぱ 花さけ!パッカ〜ん♪ 蝶の国の大冒険（2013年、かすみ）
- きみと、波にのれたら（2019年、ひな子の母）
- シン・エヴァンゲリオン劇場版𝄇（2021年、小母さんC[19]）

### OVA
- ワイルド7（1994年、女子銀行員）
- 綾音ちゃんハイキック!（1997年、綾音の母）
- 新・男樹（1998年、祖母）
- Weiß kreuz（1999年、マンクス）
- 低俗霊DAYDREAM（2004年、幽霊）
- 撲殺天使ドクロちゃん（2005年、母）

### Webアニメ
- ホクレンアニメーション「from North Field_episode1」（2020年、斎藤里子[20]）
- TIGER & BUNNY 2（2022年、アンジェラ）

### ゲーム
1995年
- Philosoma（コンピューターアリス）

1999年
- トロンにコブン（ディグアウター）

2001年
- ソニックアドベンチャー2（秘書）
- ソニックアドベンチャー2 バトル（秘書）

2003年
- キノの旅 -the Beautiful World-（シュヴァルツの母親）
- ドラッグオンドラグーン
- マックスペイン（モナ・サックス、バイシクルヘルメットガール）

2004年
- テイルズ オブ リバース（ラキヤ・ベネット）

2005年
- スター・ウォーズ エピソード3/シスの復讐
- テイルズ オブ ジ アビス（シュザンヌ・フォン・ファブレ）
- ラジアータ ストーリーズ（アナスタシア）
- ぼくらのかぞく（お母さん）

2006年
- ヴァルキリープロファイル2 シルメリア（ジェシカ、シルフィード、ミリティア、リシェル、リリア、ルザリエ）
- テイルズ オブ デスティニー（村の女性）※PS2
- テイルズ オブ ファンタジア -フルボイスエディション-（ルーチェ・クライン）

2007年
- チョコボの不思議なダンジョン 時忘れの迷宮（ステラ）
- ぼくのなつやすみ3 -北国編- 小さなボクの大草原（おばちゃん）

2008年
- テイルズ オブ シンフォニア -ラタトスクの騎士-（フロル）
- テイルズ オブ デスティニー ディレクターズカット（村の女性）
- テイルズ オブ ハーツ（シンディ）

2012年
- Kinect ラッシュ: ディズニー/ピクサー アドベンチャー（ボニーのママ）

2013年
- テイルズ オブ シンフォニア ユニゾナントパック（フロル）
- テイルズ オブ ハーツ R（シンディ）

2025年
- ドラゴンボールZ カカロット（マーバ）

### ドラマCD
- イタズラなKiss（入江ママ）
- テイルズ オブ ハーツ 繋がる世界（ヘリオ・ベニト）
- Weiß kreuzシリーズ
  - Weiß kreuz Dramatic Collection I The Holy Children（マンクス、女性アナウンサー）
  - Weiß kreuz Dramatic Collection II ENDLESS RAIN（エリカ）
  - Weiß kreuz Dramatic Collection III Kaleidoscope Memory（百恵）
  - Weiß kreuz Dramatic Precious 3rd STAGE HOPELESS ZONE（マンクス）
  - Weiβ kreuz Wish A Dream Collection I Flower of spring（マンクス）
  - Weiβ kreuz Wish A Dream Collection II A four-leaf Clover（マンクス）
  - Weiβ kreuz Wish A Dream Collection IV FIRST MISSION（マンクス）
  - Weiß kreuz Glühen II Theater Of Pain（マンクス）

### 吹き替え

#### 映画
- アイ・アム・サム（ランディ・カーペンター〈ローラ・ダーン〉）※日本テレビ版
- アイ・フィール・プリティ! 人生最高のハプニング（ヴィヴィアン〈エイディ・ブライアント〉[21]）
- アイ,ロボット（ヴィキ）※フジテレビ版
- アウト・フォー・ジャスティス（リカ〈ジュリアナ・マルグリーズ〉）※テレビ朝日版
- アカデミー 栄光と悲劇
- アナライズ・ユー（ローラ・ソボル〈リサ・クドロー〉）
- 生きてこそ
- 移動都市/モータル・エンジン（レイランド夫人〈ミーガン・エドワーズ〉[22]）
- インディ・ジョーンズ/最後の聖戦（アイリーン、ブルンワルド城のナチス女性兵士）※日本テレビ版
- ウェルカム・トゥ・サラエボ（ヘレン・アンダーソン〈ジュリエット・オーブリー〉）
- エイリアン2（シンシア・ディートリッヒ〈シンシア・スコット〉、医療技師）※VHS・DVD版
- エイリアン・ネイション2（スーザン・フランシスコ）
- エイリアン・ネイション4（スーザン・フランシスコ）
- エグゼクティブ・コマンド（エイミー）※フジテレビ版
- エネミー・オブ・アメリカ（ウー夫人）※フジテレビ版
- エルモと毛布の大冒険（マリア）
- エンドレス・ラブ（アン・バターフィールド〈シャーリー・ナイト〉）※ソフト版
- オーストラリア
- かぞくはじめました（ディーディー〈メリッサ・マッカーシー〉）
- ガルフ・ウォー（ジェリリン〈マーグ・ヘルゲンバーガー〉）
- 奇跡の旅（ローラ〈キム・グライスト〉）
- 奇跡の旅2/サンフランシスコの大冒険（ローラ〈キム・グライスト〉）
- キャスパー（アメリア〈エイミー・ブレネマン〉）※日本テレビ版
- キャノンボール3 新しき挑戦者たち（リー・ロバーツ）※TBS版
- キューティ・ブロンド（ポーレット〈ジェニファー・クーリッジ〉）※ソフト版
- キューティ・ブロンド/ハッピーMAX（ポーレット〈ジェニファー・クーリッジ〉）
- クリスティーン（ロザンヌ〈ケリー・プレストン〉）※テレビ朝日版
- グリッター きらめきの向こうに（ケリー〈アン・マグナソン〉）
- クリフハンガー（ジェシー・ディーガン〈ジャニーン・ターナー〉）※フジテレビ版
- クリムゾン・タイド ※日本テレビ版
- コーリング（ミリアム・ベルモント〈キャシー・ベイツ〉）
- 幸福の条件 ※ソフト版
- ゴッドファーザー・サガ（ケイ・アダムス・コルレオーネ〈ダイアン・キートン〉）
- ゴッドファーザー PART III（グレース・ハミルトン〈ブリジット・フォンダ〉）※フジテレビ版
- コピーキャット ※テレビ東京版
- コラテラル・ダメージ（アン・ブルーアー〈リンゼイ・フロスト〉）※ソフト版
- コン・エアー（サリー・ビショップ〈レイチェル・ティコティン〉）※ソフト版
- サンザシの樹の下で（ジンチュウの母）
- シックス・センス（リン・シアー〈トニ・コレット〉）※日本テレビ版
- ジャック・サマースビー ※ソフト版
- 少林サッカー（饅頭屋店長）※日本公開版
- 白い刻印（マージ・フォッグ〈シシー・スペイセク〉）
- スクリーム・チーム/ぼくらの幽霊退治（マライア〈キャシー・ナジミー〉）
- スターマン/愛・宇宙はるかに
- SPY/スパイ（スーザン・クーパー〈メリッサ・マッカーシー〉）
- スピーシーズ2（イヴ〈ナターシャ・ヘンストリッジ〉）※フジテレビ版
- タービュランス2（キット）
- ターミナルフォース/叛逆のサイバーコップ（マンドラゴーラ〈ジェニファー・マクドナルド〉）
- ターミネーター2（ヨランダ）※フジテレビ版（BDプレミアムエディションver.2.0＆特別編(日本語吹替完全版)＆特別編アルティメット・エディション収録）
- ダイ・ハード3（カティア・タルゴ〈サム・フィリップス〉、トーマス先生〈パトリシア・マウチェリ〉）※フジテレビ版（日本語吹替完全版Blu-rayBOX収録）
- 007 ユア・アイズ・オンリー（花屋の店員）※TBS版（TV吹替初収録特別版DVD収録）
- ダブル・チーム ※テレビ朝日版
- チャーリーとチョコレート工場（グループ夫人〈フランツィスカ・トローグナー〉[23]）※日本テレビ版
- 沈黙のジェラシー
- 追跡者（ホルト）※テレビ朝日版
- 追想（ヴァイオレット・ポンティング〈エミリー・ワトソン〉[24]）
- ディアボロス/悪魔の扉
- デスクロウ（ローラ〈ジェーン・ヘイトメイヤー〉）
- デス・ゲーム2025（ローレライ）
- テネシー・ナイツ
- デブラ・ウィンガーを探して
- トリプルX（ウェイトレス）※テレビ朝日版
- ナルニア国物語/第1章: ライオンと魔女（ビーバーおくさん〈ドーン・フレンチ〉）
- ハード・ターゲット（カーマイン・ミッチェル刑事〈ケイシー・レモンズ〉）※ソフト版
- ハードネス（ポールソン〈ジュディス・スコット〉）※ビデオ版
- ハイド・アンド・シーク 暗闇のかくれんぼ（アリソン・キャラウェイ〈エイミー・アーヴィング〉）※ソフト版
- 裸の銃を持つ男（ジェーン・ドレビン〈プリシラ・プレスリー〉）※TBS版
- バットマン ※テレビ朝日版
- パティ・ケイク$（バーブ〈ブリジット・エヴァレット〉）
- パディントンシリーズ（ルーシー）
  - パディントン[25]
  - パディントン2[26]
  - パディントン 消えた黄金郷の秘密[27]
- パトリオット ※テレビ東京版
- ハリー・ポッターと不死鳥の騎士団（マファルダ・ホップカーク〈ジェシカ・スティーブンソン〉）
- ハンボーン（マーシー、スチュワーデス）※フジテレビ版
- ピーターラビット（ティギーおばさん〈シーア〉[28]）※劇場公開版
  - ピーターラビット2/バーナバスの誘惑[29]
- ビヨンド・サイレンス（カイ〈エマニュエル・ラボリ〉）
- ビルとテッドの地獄旅行（ミッシー）※テレビ東京版
- フィラデルフィア（リサ・ミラー）
- フェイス/オフ ※ソフト版
- フォー・ウェディング
- フォレスト・ガンプ/一期一会（ドロシー・ハリス〈シオバン・ファロン〉）※日本テレビ版
- フライトプラン
- フル・ブラッド（チンラン）
- ブレーキ・ダウン（エイミー・テイラー〈キャスリーン・クインラン〉）※日本テレビ版
- ブレイブ ワン
- ブロンクス物語（ロジーナ・アネロ）
- ヘルレイザー リターン・オブ・ナイトメア（アリソン医師〈レイチェル・ヘイワード〉）
- ホーム・アローン（ソンドラ・マカリスター〈ダイアナ・キャンピーヌ〉、アイリーン〈ビリー・バード〉）※フジテレビ版（日本語吹替完全版Blu-rayBOX収録）、（レスリー・マカリスター〈テリー・スネル〉）※テレビ朝日版（日本語吹替完全版Blu-rayBOX収録）
- ホーム・アローン2（ソンドラ・マカリスター〈ダイアナ・キャンピーヌ〉、ブルック・マカリスター〈アンナ・スロットキー〉）※フジテレビ版
- ポセイドン・アドベンチャー（ベル・ローゼン〈シェリー・ウィンタース〉）※BS-TBS版
- ボロワーズ/床下の小さな住人たち（ヴィクトリア・レンダー）
- マイ・ガール ※ソフト版
- マグダレーナ/美しき娼婦（ソフィア）
- マネー・トレイン ※ソフト版
- Mr.ゴールデン・ボール/ 史上最低の盗作ウォーズ（ジュディス〈ジェニファー・クーリッジ〉）
- 身代金 ※日本テレビ版
- ミラーズ
- ゆかいなブレディー家/トラブルinハワイ（ロージー・オドネル）
- 48時間 ※テレビ朝日版
- ラスト・アクション・ヒーロー（マリア・シュライヴァー）※フジテレビ版（デラックスエディションBlu-ray収録）
- リーサル・ウェポン4 ※日本テレビ版
- リトル・レックス（ブレンダン）
- リバイアサン（ブリジット・ボーマン〈リサ・アイルバッハー〉）※ビデオ版
- ローラーボール ※テレビ東京版

#### ドラマ
- アンという名の少女（レイチェル・リンド〈コリーン・コスロ〉[30]）
- ER緊急救命室
- インディ・ジョーンズ/若き日の大冒険
- ウルトラマンパワード（警察官）
- 恐竜家族
- ギルモア・ガールズ
- グッド・ワイフ（パトリス・ウィルコックス〈リンダ・パウエル〉）
- クリミナル・マインド6 FBI行動分析課（マーシーの母）
- クレオパトラ2525（サージ）
- ゲーム・オブ・スローンズ(メレッサ・ターリー)
- コールドケース6（アリス・ミルズ）
- コールドケース7 ザ・ファイナル（クリスティ）
- ザ・エージェンシー（レイチェル・ブレイク〈ハリエット・サンソム・ハリス〉）
- SHERLOCK（シャーロック）
- 主任警部アラン・バンクス2（クレイトン夫人）
- 新アウターリミッツ シーズン1 #13（メリー）
- 新・逃亡者（マギー・キンブル〈コニー・ブリットン〉）※ビデオ版
- 超音速ヒーロー ザ・フラッシュ（ティナ・マクギー博士〈アマンダ・ペイズ〉）※日本テレビ版
- ツイン・ピークス（ジョスリン・“ジョシー”・パッカード〈ジョアン・チェン〉）
- トータル・リコール2070（オラン・チャン〈ジュディス・クラント〉）
- ナース・ジャッキー4（弁護士）
- パワーレンジャー・ターボ（グリーンミクロン）
- ファルコン&ウィンター・ソルジャー
- ブラザーズ&シスターズ
- THE FLASH/フラッシュ（ティナ・マギー〈アマンダ・ペイズ〉）
- フルハウス（パメラ・タナー〈クリスティ・ハウザー〉）
- ボードウォーク・エンパイア 欲望の街
- ボディ・オブ・プルーフ2 死体の証言（シーラ・テンプル〈マーシャ・ゲイ・ハーデン〉）
- ホワイトチャペル 終わりなき殺意
- マードック・ミステリー 〜刑事マードックの捜査ファイル〜（クラブツリーの母）
- 名探偵ポワロ 複数の時計（マリーナ・ライバル）
- ワンス・アポン・ア・タイム（赤ずきんのおばあちゃん / ルビーのおばあちゃん）

#### アニメ
- アーサー・クリスマスの大冒険（北極コンピューター）
- アングリーバード（モニカ）
- 『インサイド・ヘッド』の世界より:ライリーの夢の製作スタジオ（ポーラ・パーシモン）
- カーズ（ミニー）
  - カーズ2
- KND ハチャメチャ大作戦（シャウニー・フルブラウト）
- ザ・シンプソンズ（アリス・グリッグ 他）
- シュガー・ラッシュ（メアリー）
- シルベスター&トゥイーティー ミステリー
- 新くまのプーさん（クリストファー・ロビンのママ〈2代目〉）
- ダックにおまかせ ダークウィング・ダック[1]
- タンタンの冒険/ユニコーン号の秘密（ビアンカ）
- ティム・バートンのコープスブライド
- トイ・ストーリーシリーズ（ボニーのママ〈アンダーソン夫人〉）
  - ハワイアン・バケーション
  - ニセものバズがやって来た
  - トイ・ストーリー・オブ・テラー
  - レックスはお風呂の王様
  - トイ・ストーリー4[31]
- バットマン
- ヒックとドラゴン
- ホートン/ふしぎな世界のダレダーレ
- マイリトルポニー〜トモダチは魔法〜（メイヤー・メア）
- マダガスカル2（アレックスのママ〈エスメラルダ〉）
- メガマインド
- モンスターズ・インク（社内保育の先生）
- モンスターズ・パーティ（シェリー・スクイブルズ）
  - モンスターズ・ユニバーシティ
- ランゴ（ボニー）
- リセス 〜ぼくらの休み時間〜
- リトル・マーメイドII Return to The Sea（カーロッタ）
- ロボッツ（ファンおばさん）

#### テレビ番組
- セサミストリート（マリア、ギャビー〈2代目〉、イングリッド、ルル、牛）

### テレビドラマ
- 火曜サスペンス劇場 五周年記念作品(3)誰かが見ている（リポーター）

### テレビ番組
- 小川宏ショー（フジテレビ、レポーター）[10]
- Theゲームパワー（ナレーター）
- ねこ育て いぬ育て（2022年2月19日 - 、声の出演）